# Municipio de Harrison (condado de Ross)
El municipio de Harrison (en inglés: Harrison Township) es un municipio ubicado en el condado de Ross en el estado estadounidense de Ohio. En el año 2010 tenía una población de 1320 habitantes y una densidad poblacional de 14,05 personas por km².

## Geografía
El municipio de Harrison se encuentra ubicado en las coordenadas 39°20′27″N 82°48′26″O / 39.34083, -82.80722. Según la Oficina del Censo de los Estados Unidos, el municipio tiene una superficie total de 93.96 km², de la cual 93,96 km² corresponden a tierra firme y (0 %) 0 km² es agua.

## Demografía
Según el censo de 2010, había 1320 personas residiendo en el municipio de Harrison. La densidad de población era de 14,05 hab./km². De los 1320 habitantes, el municipio de Harrison estaba compuesto por el 98,48 % blancos, el 0,08 % eran afroamericanos, el 0,08 % eran asiáticos y el 1,36 % eran de una mezcla de razas. Del total de la población el 0,3 % eran hispanos o latinos de cualquier raza.